# Сесил, Генри, 1-й маркиз Эксетер
Генри Сесил, 1-й маркиз Эксетер  (англ. Henry Cecil, 1st Marquess of Exeter; 14 марта 1754 — 1 мая 1804) — британский дворянин и политик, известный как Генри Сесил  с 1754 по 1793 год и как граф Эксетер  с 1793 по 1801 год. Заседал в Палате общин в 1774—1790 годах и унаследовал титул пэра как граф Эксетер в 1793 году.

## Предыстория

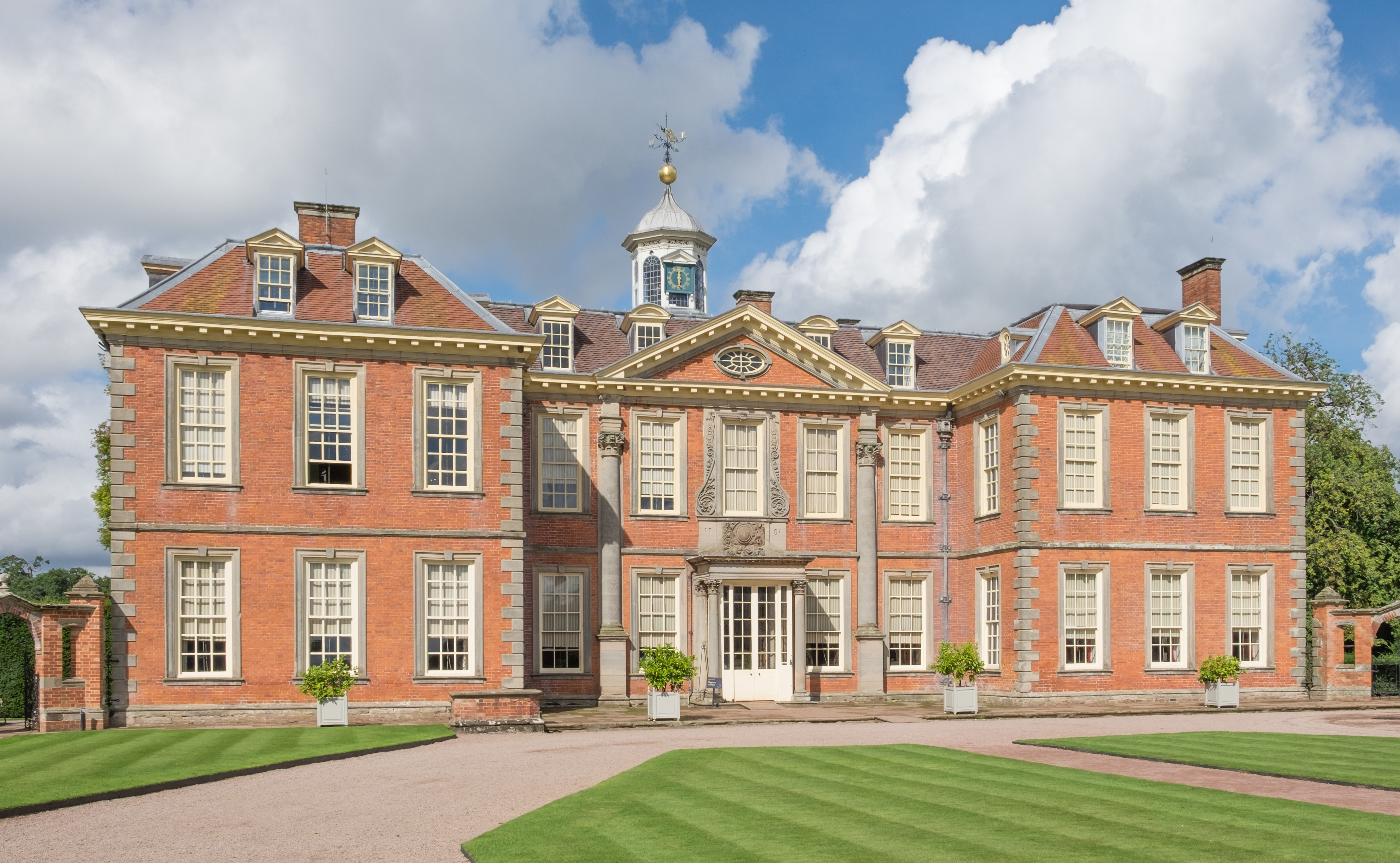
Ханбери-Холл, Вустершир

Родился 14 марта 1754 года. Единственный сын Достопочтенного Томаса Чамберса Сесила (ок. 1728—1778) и Шарлотты Гарнье. Внук Браунлоу Сесила, 8-го графа Эксетера (1701—1754). Томас Чамберс Сесил вел распутный жизни, и хотя за время депутатства он был вынужден жить за границей, в Брюсселе, где он женился на Шарлотте Гарнье, даме неопределенного происхождения, которую некоторые считают баскской танцовщицей. Когда Генри родился в 1754 году, он был предполагаемым наследником своего дяди Браунлоу Сесила, 9-го графа Эксетера (1725—1793), и по этой причине был отправлен на воспитание еще младенцем в Бёрли-хаус. Он учился в Итонском колледже и колледже Святого Иоанна в Кембридже.

## Политическая карьера

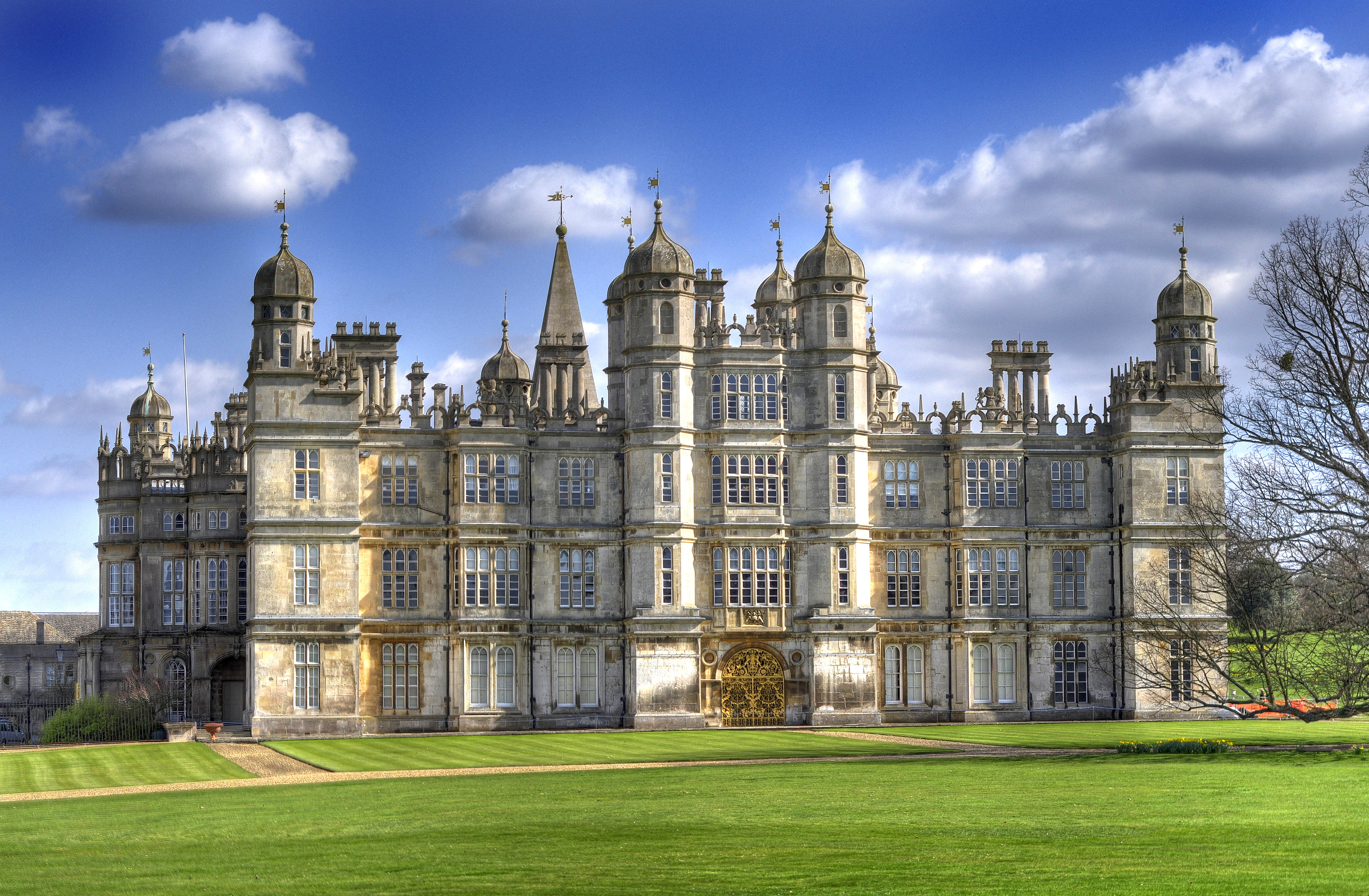
Берли-хаус, Кембриджшир

В 1774 году, когда ему было всего 20 лет, Генри Сесил был избран в Палату общин Великобритании от контролируемого семьей района Стэмфорд. Это место в парламенте о занимал до 1790 года . В 1793 году он сменил своего дядю на посту 10-го графа Эксетера и вошел в Палату лордов. 4 февраля 1801 года для него был создан титула 1-го маркиза Эксетера. Это был первый титул маркиза, созданный в Пэрстве Соединённого королевства. Однако, хотя у Генри Сесила были широкие интересы, не зафиксировано, чтобы он когда-либо вносил большой вклад в Палату общин или Палату лордов.

## Семья
23 мая 1776 года Генри Сесил женился первым браком на Эмме Вернон, дочери политика Томаса Вернона (1724—1771) из Ханбери-Холла. Эмма была богатой наследницей и смогла добавить значительный доход от поместий Вернон в Вустершире (её отец умер в 1771 году) и в других местах к собственному пособию мужа, но, несмотря на большой доход, пара, похоже, влезла в долги. У них был один сын, родившийся в 1777 году, который умер в возрасте двух месяцев, но больше детей у них не было.
В первые годы своего брака Генри Сесил посвятил всю свою энергию модернизации и улучшению своей резиденции в Ханбери-Холле и поместьях. В 1781 году был принят закон о закрытии Ханбери, и был произведен обмен землей для консолидации владений, чтобы их можно было превратить в более экономичные фермы с лучшей арендной платой.
В 1785 году был назначен новый священник церкви Хэнбери, преподобный Уильям Снейд (? — 1793), и вскоре после этого жена Сесила Эмма завела с ним роман. В конце концов, в мае 1789 года она призналась мужу, умоляя позволить ей жить со своим любовником, но Сесил сопротивлялся этому. После долгих эмоциональных потрясений он согласился на последнюю встречу своей жены со Снейдом в Бирмингеме, и во время этой встречи пара вместе сбежала, вынудив Сесила вернуться в Хэнбери в одиночестве.
К этому времени Генри Сесил был по уши в долгах и решил навсегда покинуть Хэнбери. Он поручил своему другу настоятелю, преподобному Уильяму Берслему, собирать арендную плату и использовать ее для выплаты своих долгов, а сам ушел, чтобы жить тихой и простой жизнью под вымышленным именем . Он решил купить небольшой участок в шропширской деревне Грейт-Болас и жил там, называя себя Джоном Джонсом. Через некоторое время после этого он влюбился и женился в апреле 1790 года на Саре Хоггинс (28 июня 1773 — 18 января 1797), 16-летней дочери местного фермера Томаса Хоггинса. Поскольку Сесил ничего не сделал для развода со своей первой женой, брак считался двоеженством, что в то время было серьезным преступлением. Только в 1791 году Генри Сесил получил развод в соответствии с парламентским актом, после чего он и Сара прошли вторую церемонию бракосочетания 3 октября 1791 года в Сент-Милдред, Бред-стрит, Лондон (в реестре он записан как «холостяк», а она как «старая дева»), тем самым делая союз легитимным. В феврале 1792 года у них родился первый ребенок, София, а в 1793 году родился сын Генри, тоже в Грейт-Боласе, но вскоре умерший.
В декабре 1793 года его дядя умер, и маркиз Эксетер унаследовал обширные поместья Сесилов, переехав в Берли-хаус со своей новой семьей. У Сары было еще двое детей: Браунлоу, родившийся в 1795 году, который должен был унаследовать титул и поместья своего отца, и Томас, родившийся в 1797 году. Она умерла после рождения Томаса, которому было всего 23 года. Казалось, она так и не приспособилась к своей роли хозяйки большого дома. Этот эпизод описан в стихотворении Теннисона «Лорд Берли» (1835 год, опубликовано в 1842 году) и был исследован Элизабет Инглис-Джонс в ее книге «Лорд Бёрли» и Эндрю Харрисом в его книге «Верноны из Хэнбери Холл».
19 августа 1800 года маркиз Эксетер взял себе в третью жену Элизабет Энн Баррелл (20 апреля 1757 — 17 января 1837), дочь Питера Баррелла (1724—1775) и бывшую жену Дугласа Гамильтона, 8-го герцога Гамильтона (1756—1799). У них не было детей. Лорд Эксетер умер в мае 1804 года в возрасте 50 лет, и его титулы унаследовал его старший сын Браунлоу. Маркиза Эксетер умерла в Тайных садах, Уайтхолл, Лондон, в январе 1837 года в возрасте 79 лет.